# Камао
Камао (Myadestes myadestinus) — вимерлий вид горобцеподібних птахів родини дроздових (Turdidae), який був ендеміком гавайського острова Кауаї.

## Опис

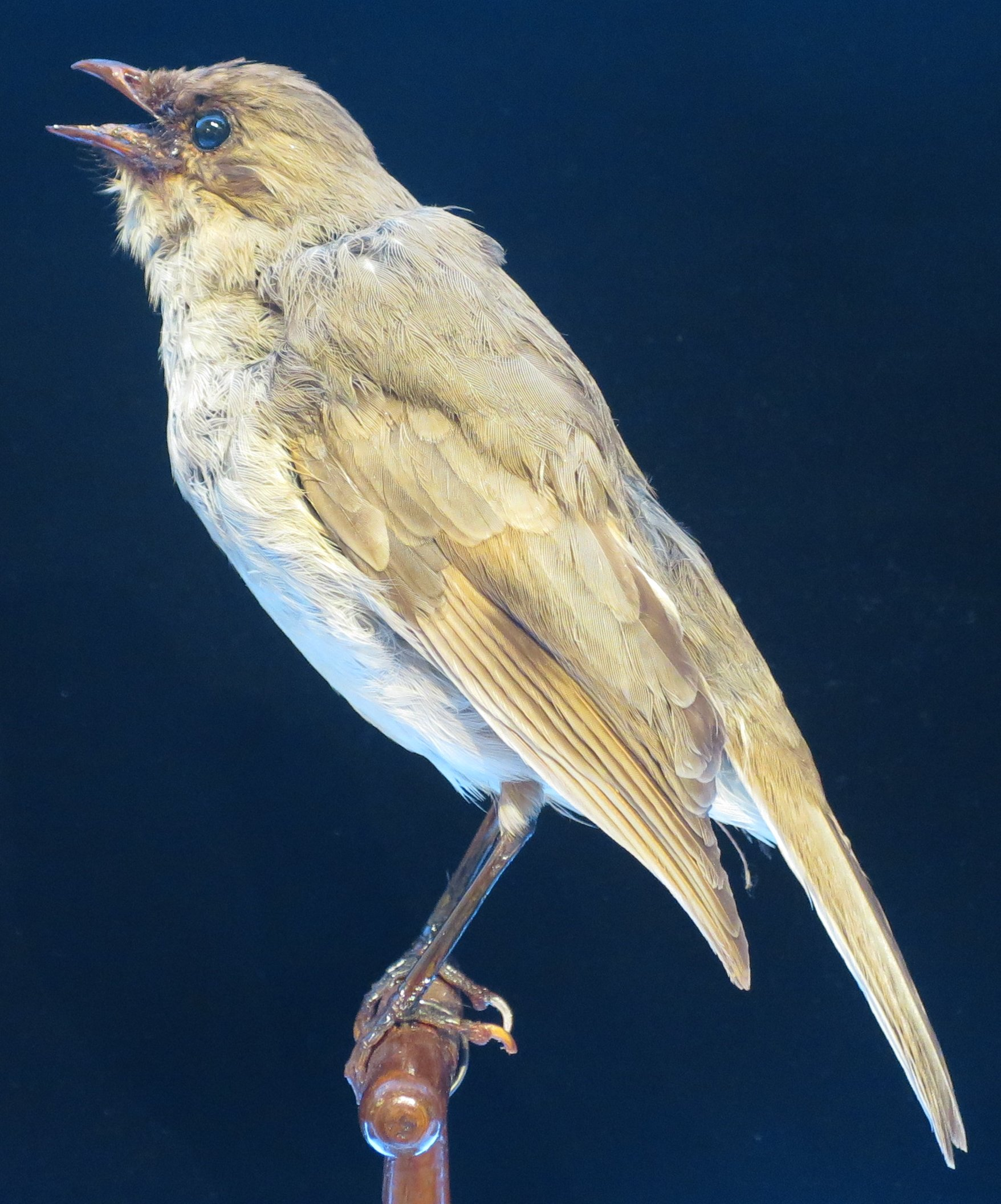
Камао

Довжина птаха становила 20 см. Верхня частина тіла була темно коричнева, нижня частина тіла сіра, лапи чорні. Верхня частина тіла в молодих птахів була шоколадно-коричнева, покрита палевими плямками, нижня частина тіла була темно-коричнева, покрита лускоподібним візерунком. спів птахів представляв складну мелодію, в якій чергувалися звуки різної тональності, дзижчання, булькання, посвисти і скрипи.

## Поширення і екологія
Камао був ендеміком острова Кауаї. Раніше це був один із найпоширеніших птахів острова, який мешкав як в горах, так і в долинах. В 1920-х ареал птаха обмежувався густими гірськими лісами, які складалися з рослин Metrosideros polymorpha і  Cheirodendron, а підлісок складався з епіфітів і папоротеподібних.

## Поведінка
Камао харчувалися плодами і ягодами таких рослин, як Cheirodendron trigynum, Metrosideros polymorpha, Broussaisia arguta, Vaccinium reticulatum, Astelia menziesiana, Leptecophylla tameiameiae, Myrsine lanaiensis, Pipturus albidus і Freycinetia arborea, а також комахами.

## Вимирання
Знищення природних середовищ, епізоотія пташиної малярії, поява інвазивних щурів і конкуренція з боку інтродукованих птахів призвели до значного зменшення популяції камао. Останній різкий спад почався в 1940-х роках. З 1968 по 1973 дослідники спостерігали 200 птахів, в 1981 популяція нараховувала приблизно 20 птахів. Останнього птаха спостерігали в заказнику Алакаї в 1989 році. МСОП вважає камао вимерлим з 2004 року.